# Nacionalni park Torres del Paine
Torres del Paine čileanski je nacionalni park, koji je 1978. proglašen rezervatom biosfere UNESCO-a. 
Smješten je u najjužnijoj čileanskoj regiji: XII. regija Magallanes y de la Antártica Chilena, oko 130 km sjeverno od grada Puerto Natalesa. Glavni grad Santiago de Chile nalazi se daleko oko 2500 km zračne linije sjevernije. Područje na istoku graniči s argentinskim nacionalnim parkom Los Glaciares. Nalazi se na prostoru između subpolarnih šuma i patagonskih stepa.
Park je otvoren tijekom cijele godine, a svake godine posjeti ga gotovo 100 000 turista. S 242 242 hektara površine jedan je od najvećih i najljepših nacionalnih parkova u Čileu. Obiluje životinjama poput: ljama, gvanaka, kondora, puma i lisica. Godine 2013. na putničkom portalu virtualtourist na temelju najviše glasova proglašen je osmim svjetskim čudom.

## Galerija
- Vertikalna panorama.
- Francuska dolina.
- Guanako.
- Calceolaria uniflora